# Eleanor Clift
Eleanor Clift, nome alla nascita Eleanor Irene Roeloffs, (New York, 7 luglio 1940), è una giornalista e scrittrice statunitense, opinionista televisiva e autrice. Collabora con MSNBC ed è una blogger per The Daily Beast. È molto nota come relatrice regolare su The McLaughlin Group. La Clift è membro del consiglio presso il IWMF (International Women's Media Foundation)..

## Primi anni
Eleanor Roeloffs nacque nel quartiere newyorkese di Brooklyn, figlia di immigrati tedeschi dall'isola di Föhr nel Mare del Nord. È cresciuta nel quartiere di Jackson Heights nel Queens, dove i suoi genitori gestivano una gastronomia a Sunnyside. Eleanor è cresciuta come luterana. Ha frequentato sia la Hofstra University che l'Hunter College, ma ha lasciato entrambe le scuole senza una laurea.

## Carriera giornalistica
Eleanor ha iniziato la sua carriera nel 1963 come segretaria presso Newsweek ed è stata una delle prime reporter donna a guadagnare un internato dal pool di segretarie. Lavorando ad Atlanta la Clift divenne la giornalista assegnata a coprire l'allora improbabile candidato, Jimmy Carter. Viaggiò peer la campagna politica facendo i reportage dalla strada. Dopo la vittoria di Carter diventò corrispondente dalla Casa Bianca per Newsweek e coprì tutte le campagne presidenziali per la rivista dal 1976. Quando Newsweek si fuse con The Daily Beast nel 2010, lei rimase ad occuparsi di politica per la pubblicazione online.

## Carriera televisiva
Iniziò una carriera televisiva al The Diane Rehm Show su WAMU-FM, Washington, come relatrice di revisione settimanale del venerdì. Divenne nota agli ascoltatori per la sua bonaria accettazione delle battute da parte di altri relatori e visitatori del programma.
Diventò una relatrice regolare nello spettacolo a livello nazionale The McLaughlin Group, che paragonò a "una lotta alimentare televisiva".
Il suo ruolo di relatore di talk show la portò ad apparizioni nei film. Ha interpretato una relatrice in Sol levante (1993) ed è apparsa come se stessa in Dave - Presidente per un giorno (1993), Independence Day (1996) e Matrimonio per colpa (1996). È stata interpretata da Jan Hooks in Saturday Night Live. È stata anche interpretata dall'attrice Mary Ann Burger nel film del 2009 Watchmen.
Nel 2008 ha scritto Two Weeks of Life: A Memoir of Love, Death, and Politics, che intreccia gli eventi della sua vita e quelli della nazione riguardanti il caso Terri Schiavo durante un periodo di due settimane nel marzo 2005. In esso esamina il modo in cui le persone negli Stati Uniti affrontano la morte, la pubblicità e la personalità.
È stata relatrice principale al Washington & Jefferson College Energy Summit del 2012, dove è stato presentato il Washington & Jefferson College Energy Index.
Contribuendo all'antologia Our American Story (2019), Eleanor ha affrontato la possibilità di una narrativa americana condivisa e si è concentrata sull'America come movimento sociale, scrivendo: "I movimenti sociali sono la storia dell'America e sono la mia storia di donna nata a metà del secolo scorso, la cui vita è stata resa sensibilmente migliore in mezzo a questi ampi colpi di storia ".

### Onorificenze
- William e Barbara Edwards Media Fellow della Hoover Institution[13] dal 16 al 22 settembre 2002[14]

## Vita privata
- Matrimoni: William Brooks Clift Jr. (1964-1981); Tom Brazaitis (1989-2005)
- Figli: 3
- Relazioni: Montgomery Clift (cognato)
- Crediti: The Daily Beast, MSNBC, The McLaughlin Group[15]
- Sito web: (EN) Eleanor Clift - Giornalista politica - Opinionista - Autrice, su eleanorclift.com. URL consultato il 10 marzo 2023.

Eleanor Clift ha sposato William Brooks Clift Jr. (1919–1986), il fratello maggiore dell'attore Montgomery Clift, nel 1964; hanno avuto tre figli prima di divorziare nel 1981. Nel 1989 Eleanor ha sposato Tom Brazaitis, un editorialista di Washington per The Plain Dealer a Cleveland, Ohio. Sono rimasti insieme fino alla sua morte per cancro ai reni nel 2005.